# Ngo Si Lien
Ngo Si Lien var en vietnamesisk historiker som har skrivit det äldsta vietnamesiska historieverket Dai Viet su ky thoan thu (Dai Viets fullständiga historiska annaler) som sträcker sig fram till 1428. Han hämtade den mesta informationen från andra verk från Trandynastin.